# La Guardia (Pontevedra)
La Guardia (en gallego, A Guarda) es un municipio español que pertenece a la provincia de Pontevedra, en la comunidad autónoma de Galicia. Está situado en la costa atlántica, junto a la desembocadura del río Miño, en el extremo suroeste de la provincia.

## Geografía
Limita con Portugal por la frontera natural del río Miño por el sureste, con el océano Atlántico por el oeste y con el municipio de El Rosal por el norte. Es accesible por la carretera PO-552 desde Tuy y desde Bayona, y desde Caminha por transbordador. Se encuentra a 50 km de Vigo y a 120 de Santiago de Compostela.
La altitud sobre el nivel del mar del monte de Santa Tecla es de 314 m, y de 350 m en el caso del monte Terroso, ofreciendo grandes vistas desde ellos, especialmente desde el monte de Santa Tecla desde el que se ven la desembocadura del río Miño, el océano Atlántico y los montes de Portugal y Galicia.
La temporada templada dura 3,3 meses, del 15 de junio al 23 de septiembre, y la temperatura máxima promedio diaria es más de 22 °C. El mes más cálido del año en La Guardia es agosto, con una temperatura máxima promedio de 23 °C y mínima de 16 °C. La temporada fresca dura 3,5 meses, del 22 de noviembre al 6 de marzo, y la temperatura máxima promedio diaria es menos de 16 °C. El mes más frío del año en La Guardia es enero, con una temperatura mínima promedio de 8 °C y máxima de 14 °C.
Las precipitaciones rondan los 1000 mm de media al año.

## Historia
La historia del pueblo de La Guardia está en gran medida condicionada por su emplazamiento geográfico privilegiado. Lugar estratégico con abundantes recursos naturales ideal para el asentamiento humano y las fricciones políticas entre estados.
El inicio de la historia de La Guardia empieza con los primeros restos humanos encontrados en la zona. Concretamente, fue en las distintas terrazas que conforman el valle del río Miño donde, sobre el 10000 a. C., empezaron a asentarse grupúsculos de hombres mesolíticos, en la falda del monte Tecla que llega hasta el río, que se expandieron por el valle y por la costa próxima, zonas propicias para la subsistencia.
El siguiente capítulo fue en el Neolítico, entre el 5000 a. C. y el 2000 a. C., en el que se encontraron en distintos lugares un perfeccionamiento de la industria lítica. Lo más característico de este período son los petroglifos, grabados en las piedras con dibujos esquemáticos con gran valor documental sobre la vida de este período.
Entre el 2000 y el 1000 a. C. nos encontramos con la Cultura de Bronce en el que se manipula este mineral para hacer, tras la oportuna fundición, un amplio abanico de objetos. En estos años también se datan los primeros contactos por mar con culturas mediterráneas, primero los fenicios y, después, los griegos.
Durante el primer milenio a. C. se consolidó la Edad del Hierro que tendría como manifestación más determinante la cultura castreña. Sin duda, esta fue la etapa de mayor esplendor en la historia de La Guardia y de esto dan muestras multitud de restos, sobre todo en la abundancia de castros: Santa Tecla, A Forca, O Castro y A Bandeira. Entre ellos destaca el primero citado, datado entre el siglo I a. C. hasta el siglo I, situado en las proximidades de la cumbre del monte, supone una de las muestras más significativas de la Cultura Galaico-Romana de Galicia.
La cultura de los castros fue diluyéndose con la creciente romanización. Los pobladores los fueron abandonando y comenzando a asentarse en los valles para poder cultivar la tierra. De la época romana encontramos restos en el mismo centro de la población, en el lugar de Saa, en O Castro y en Pintán. Después del siglo V llegó la conquista de los suevos que prolongarían el bienestar romano, sin dejar evidencias arqueológicas y documentales.
En la Alta Edad Media por la comarca del Bajo Miño se asentaron comunidades religiosas cristianas en varios cenobios, siendo los primeros referentes administrativos supeditados al obispo de Tuy. En tiempos de la reconquista y tras varias repoblaciones, el monarca Alfonso II concedió el coto de caza de la desembocadura del Miño al conde de Sotomayor, no obstante en la segunda mitad del siglo XI La Guardia y en mayor o menor medida la desembocadura del río Miño estuvo ocupado por pueblos normandos que escaparon a la dominación tanto del poder del Obispado de Tuy como de la autoridad del Rey García I de Galicia.
A partir del siglo XII, La Guardia estuvo bajo el resguardo de los monjes cistercienses que se emplazaron en Oya. Entre sus documentos se da buena cuenta de la próspera vida comercial que tenía la localidad. Un período del que se hará el trazado urbanístico similar al de otras villas marineras gallegas como Bayona o Noya, con unas murallas en forma de triángulo, con un lado hacia el mar y en el vértice contrario la iglesia. A finales de la Edad Media la iglesia parroquial se amplía para adaptarse al crecimiento de la población.
La cuestión demográfica será determinante en el siglo XVI con la irrupción de varias pandemias que causarán una pérdida en la población. Con licencia de Felipe II, los Sotomayor promueven un convento de comunidad de religiosas benedictinas independientes de la casa madre de San Pelayo de Antealtares de Compostela.
El siglo XVII será crucial para la historia de La Guardia debido a las presiones beligerantes derivadas de la guerra de los Treinta Años. Se construye el castillo de Santa Cruz, una plaza militar conquistada por los portugueses en 1665. Con esta victoria La Guardia perteneció al Reino de Portugal durante tres años. De aquel tiempo también es una pequeña fortaleza ubicada en un pequeño islote en la boca del puerto, una construcción que recibía el nombre de Atalaya, elemento protagonista del escudo de la villa.

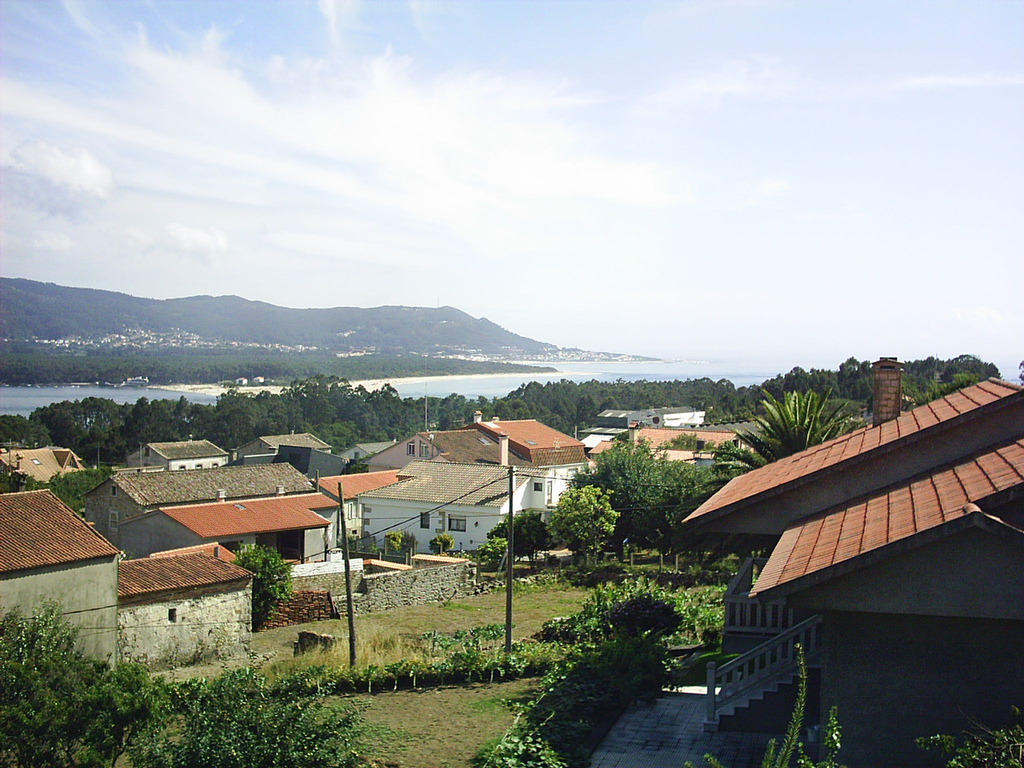
Desembocadura del río Miño (frontera entre España y Portugal), en Camposancos, La Guardia

En el marco de las guerras napoleónicas y en concreto la guerra de la independencia, la guerra contra los franceses, en 1809 una vez entrado Soult en Galicia y tras su fracaso en el intento de invadir Portugal por Valença do Minho cambia de estrategia e intenta cruzar el río por La Guardia, llegando el día 5 de febrero una vanguardia ocupando el castillo de Santa Cruz que había sido abandonado debido a la esterilidad de una defensa contra fuerzas tan bien preparadas, el grueso del ejército dirigido por Soult llegó el día 12, haciendo promesa de respetar vidas y propiedades haciendo montar guardia tanto en el convento de las monjas como en la casa parroquial. La población se "echó al monte" se dejó a mujeres e hijas en los altos de Burgueira y de la Groba, incluidas las monjas. Solo quedaron los varones que casi inmediatamente comenzaron a organizarse en milicias. La guarnición del castillo se dirigió hacia Caminha donde comenzó a planear una reconquista contando con el apoyo de las fuerzas portuguesas mientras que en La Guardia se llevaban a cabo operaciones de sabotaje y escaramuzas a modo de emboscadas en colaboración con vecinos de otros pueblos mientras que Soult esperaba la mejor ocasión para cruzar el río e invadir Portugal, cosa que no pudo por una crecida. Soult comenzó a inquietarse pues no llegaba el momento oportuno para la invasión a Portugal y porque las acciones de las "alarmas" (milicias) de la zona provocaba la pérdida de soldados, que fueron enterrados en el patio del colegio jesuita ubicado en El Pasaje, el mariscal tomó la decisión de irse el día 17 dejando una guarnición en el castillo; conocido esto las autoridades exiliadas en Caminha comienzan a organizar a los vecinos y planificar un asalto a la fortaleza. El día 10 de marzo cruzan el río 600 soldados portugueses al mando del coronel Serpa mientras que las "alarmas" guardesas se ponen bajo las órdenes del capitán Juan de Almeida e Sousa que venía con otros 50 soldados; al llegar al castillo y tras parlamentar el coronel Serpa con el oficial francés este decide arriar la bandera francesa y entregar la posición volviendo a ser izada la bandera española y restituida a Fernando VII. Las autoridades y personas distinguidas se reunieron y formaron una Junta de Defensa para reclutar hombres y organizar la lucha para la expulsión francesa de Galicia. Así pues La Guardia se convierte en la primera localidad en la que se arría por primera vez una bandera de Francia en el período napoleónico.

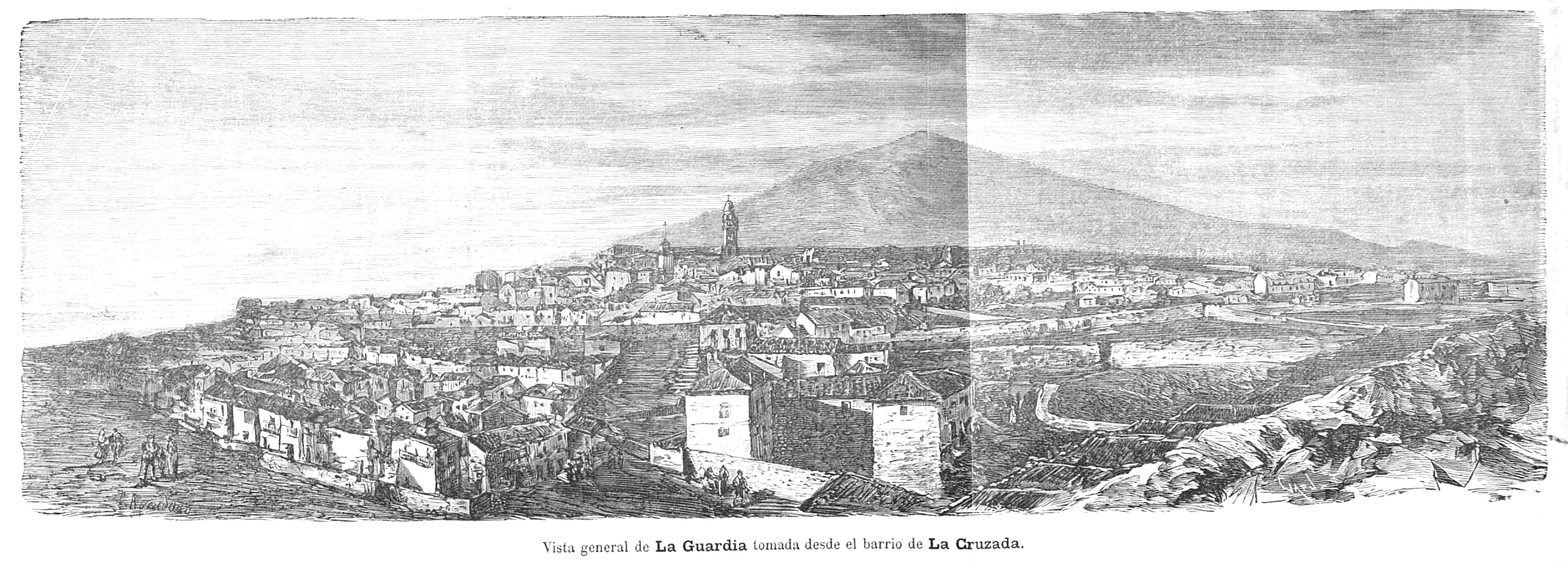
Vista general en el

Lo más importante ocurrido en los siglos posteriores fue el descenso del nivel de vida, un hecho determinante que llevará a mucha población a emigrar a América durante el siglo XIX, sobre todo a la Antilla de Puerto Rico. En 1845 se escinde el que hoy es el ayuntamiento de O Rosal, quedando La Guardia conformada en tres parroquias (Santa María de La Guardia, San Lorenzo de Salcidos y La Visitación de Camposancos). En la segunda mitad de este siglo se instala en el lugar de A Pasaxe un importante colegio jesuita.
El siglo XX estuvo marcado por la fractura social que supuso la guerra civil española. La Guardia se sumó rápidamente al golpe de Estado de julio de 1936, pero el conflicto se notó sobre todo en la represión de retaguardia, paseados, fusilamientos, campos de concentración, palizas, extorsiones y exilios. En Camposancos, en el ya citado colegio, las tropas franquistas instalaron en 1937 un campo de concentración que, desde el inicio de la sublevación, venían utilizando como centro de detención.

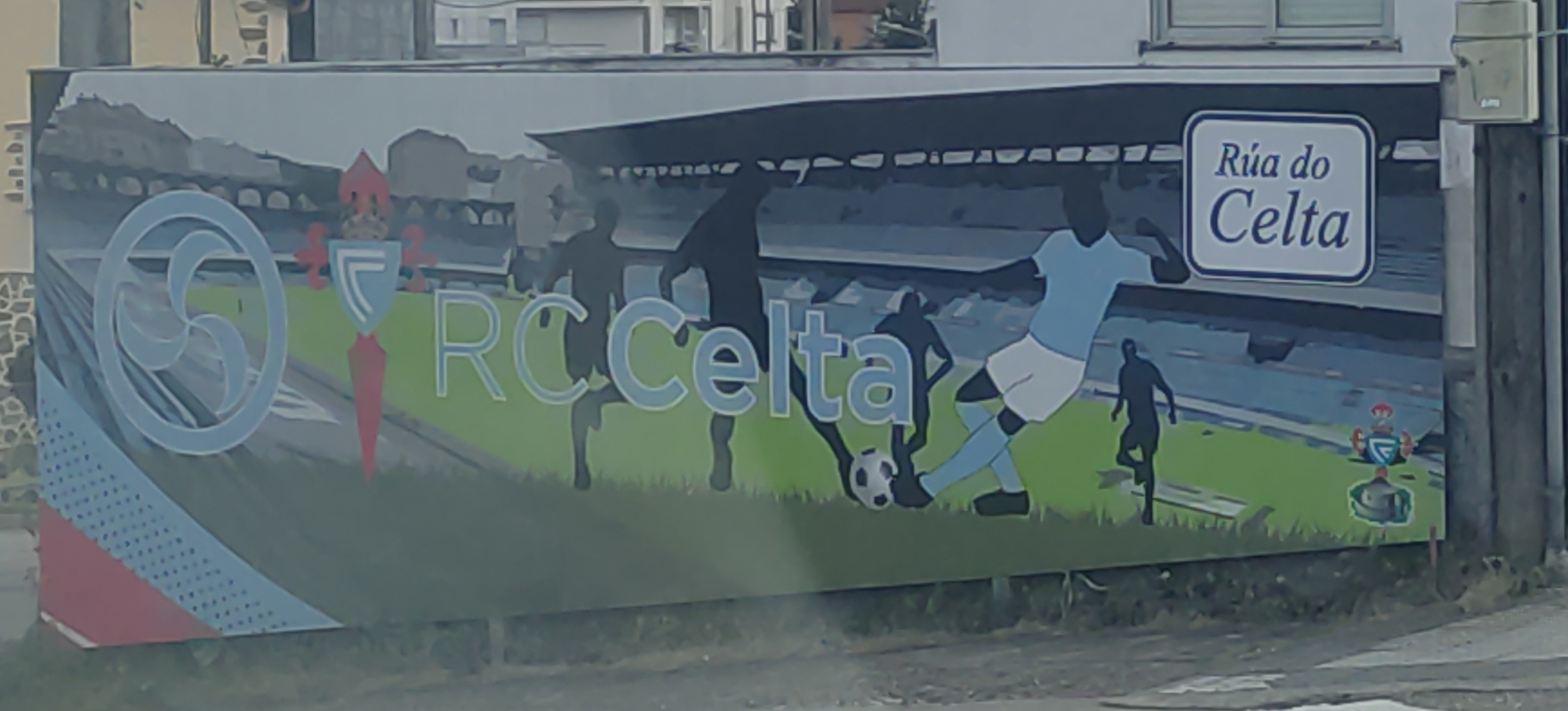
Calle del Celta.

En la actualidad, superado el umbral del siglo XXI, La Guardia es una villa que sufre una reconversión encubierta en la que, tras una época de esplendor en el sector de la pesca, intenta transformarse, debido a su falta de tejido industrial, en un ayuntamiento dedicado a los servicios, sobre todo al turismo. Pero este giro económico ha supuesto que se volviera a producir una nueva oleada de emigración, esta vez a las islas Canarias. Esta problemática hace que sea un municipio con un censo sin apenas variaciones en muchos años.

## Geografía humana

### Demografía
Cuenta con una población de 10 041 habitantes (INE 2024).
| Gráfica de evolución demográfica de A Guarda entre 1842 y 2021 |
| |
| Población de derecho según los censos de población del INE Población de hecho según los censos de población del INEEn estos censos se denominaba Guardia, La: 1842, 1857, 1860, 1877, 1887, 1897, 1900, 1910, 1920, 1930, 1940, 1950, 1960, 1970 y 1981 Entre el censo de 1857 y el anterior, disminuye el término del municipio porque independiza a 36048 (Rosal) |

### Parroquias
Parroquias que forman parte del municipio:
- Camposancos (Santa Isabel)
- La Guarda (Santa María)[10]
- Salcidos (San Lorenzo)

Camposancos es a su vez Entidad Local Menor.

## Administración y política
|                                                     |                    |                 |         |                 |  |  |  |
| Alcalde/Alcaldesa                                   | Inicio del mandato | Fin del mandato | Partido | Partido         |  |  |  |
| Raúl González Puebla                                | 1979               | 1983            |         | Partido Popular |  |  |  |
| Raúl González Puebla                                | 1983               | 1987            |         | Partido Popular |  |  |  |
| Manuel Díaz González / Purificación Álvarez Álvarez | 1987               | 1991            |         | Partido Popular |  |  |  |
| Purificación Álvarez Álvarez                        | 1991               | 1995            |         | Partido Popular |  |  |  |
| Purificación Álvarez Álvarez                        | 1995               | 1999            |         | Partido Popular |  |  |  |
| José Manuel Domínguez Freitas                       | 1999               | 2000            |         | PSOE            |  |  |  |
| José Luis Alonso Riego                              | 2000               | 2003            |         | Partido Popular |  |  |  |
| José Luis Alonso Riego                              | 2003               | 2007            |         | Partido Popular |  |  |  |
| José Manuel Domínguez Freitas                       | 2007               | 2011            |         | PSOE            |  |  |  |
| José Manuel Domínguez Freitas                       | 2011               | 2015            |         | PSOE            |  |  |  |
| Antonio Lomba Baz                                   | 2015               | 2019            |         | PSOE            |  |  |  |
| Antonio Lomba Baz (coalición con BNG)               | 2019               | 2023            |         | PSOE            |  |  |  |
| Roberto José Álvarez Carrero                        | 2023               | *               |         | Partido Popular |  |  |  |

| Resultado Elecciones Municipales (28 de mayo de 2023) #Corporación Municipal 2023-2027 A Guarda# |       |            |            |
| Nombre                                                                                           | Votos | Porcentaje | Concejales |
| PPdeG\|Partido Popular de Galicia                                                                | 2365  | 42'59%     | 8          |
| Bloque Nacionalista Galego                                                                       | 1474  | 26'54%     | 5          |
| PSdeG\|Partido dos Socialistas de Galicia                                                        | 1175  | 21'16%     | 3          |
| ESCO\|Espazo Común                                                                               | 468   | 8'42%      | 1          |

## Patrimonio

### Patrimonio arqueológico

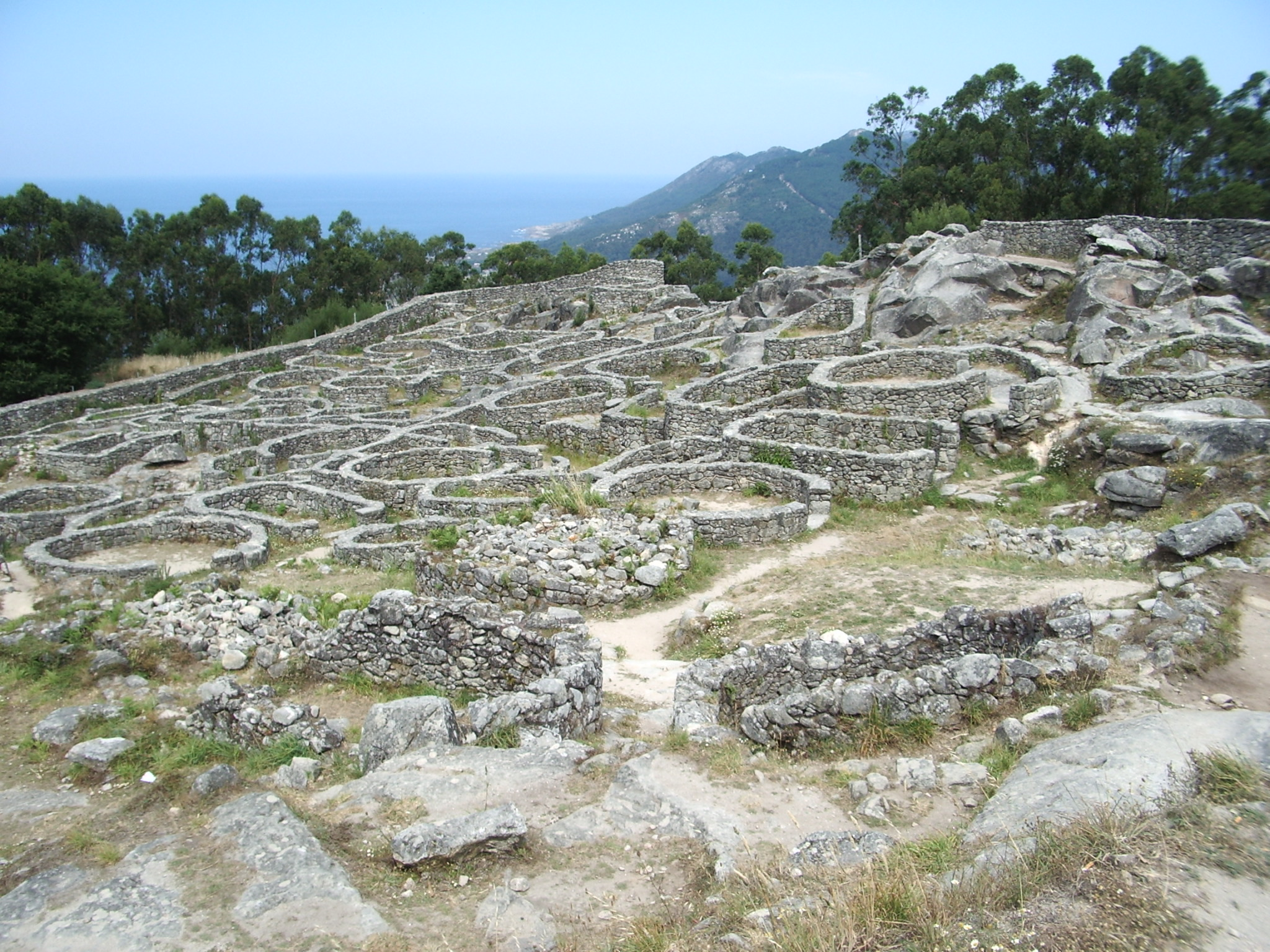
Castro de Santa Tecla

Entre los abundantes restos arqueológicos destaca el castro de Santa Trega. Un poblado amurallado con puertas al norte y al sur. En él aún son visibles restos del trazado vial, de viviendas, canales y aljibes de agua, hornos, ...
Este yacimiento posee un museo arqueológico donde se exponen distintas culturas antiguas que se asentaron en La Guardia. En sus vitrinas se puede observar piezas del Paleolítico (cuchillos bifaces, picos...), del Neolítico (cuchillos pulidos, cerámica...), de la Edad de Bronce (hoces, puñales...), de la Cultura castreña (piedras labradas, cerámica y orfebrería de bronce y oro) y de la época romana (terra sigilatta, tejas, ánforas, monedas...).
No obstante hay numerosas fotografías y memoria popular que evidencia que, a lo largo del siglo XX hasta nuestros ha habido una despreocupación manifiesta por parte de muchas Corporaciones Municipales hacia yacimientos arqueológicos de un amplio arco cronológico, como pueden ser: viviendas castreñas en Camposancos, sepulturas yacientes medievales en los alrededores de la iglesia de la Asunción, destrucción de la Atalaya del puerto, -elemento principal del escudo de la localidad- que databa del reinado de Felipe IV.

### Patrimonio religioso

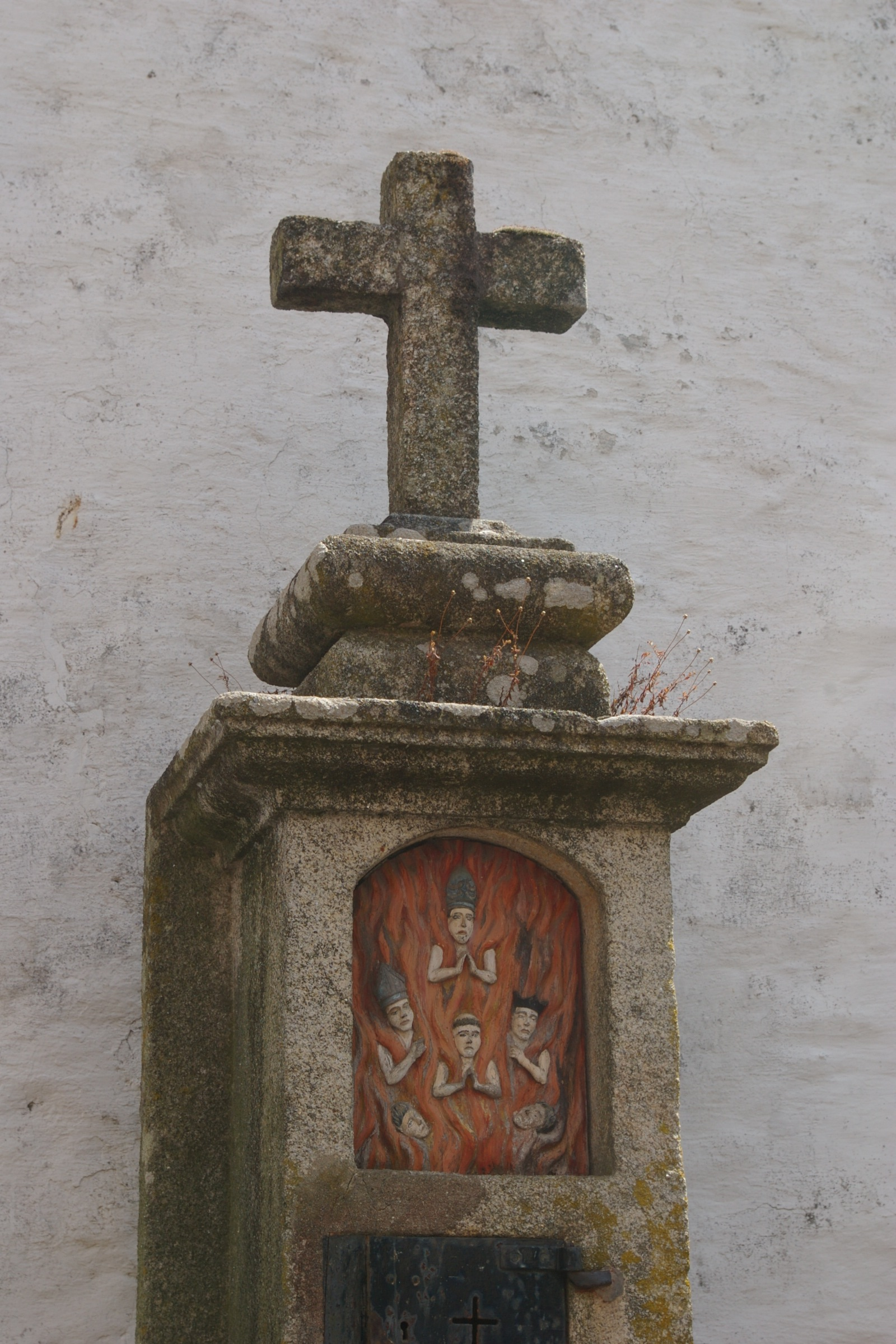
Peto das Ánimas en Salcidos.

El conjunto artístico más importante está situado en la iglesia parroquial de La Guardia, en el centro de la villa. Tiene la advocación de Santa María Asunción. Es una construcción suma de partes con distintos estilos arquitectónicos. Aparece documentada en el siglo XII en pleno románico del que es refrendario el muro Norte. La planta es de cruz latina, con tres naves y con capillas laterales (la de la Trinidad y la de las Dolores). En su interior destaca la gran variedad de retablos barrocos, el conjunto de pinturas manieristas sobre tablas y el conjunto de frescos rococós. La fachada es barroca con lienzos murales blancos debido a la influencia portuguesa. La fachada sur obedece a esquemas renacentistas, con un tímpano que realza una urna en la que hay una imagen barroca de la virgen. El campanario es muy monumental, siendo una fusión entre el Barroco y aspectos neoclásicos.
En La Guardia existen otras dos iglesias parroquiales: la de Santa Isabel de Camposancos, construida en 1816 y la de San Lorenzo de Salcidos, fechada en 1530. También existe un conjunto de capillas esparcidas por el territorio del ayuntamiento: la de Santa Tecla en la cima del monte se remonta al siglo XII; en el siglo XVI se construyó la de la Virgen de La Guía; en el siglo XVIII se construyó la de San Cayetano y, a comienzos del siglo XX, la de San Roque.

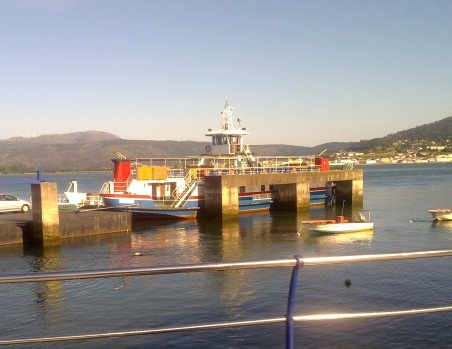
Ferry de transporte que conecta La Guardia con Caminha por el Río Miño

El segundo conjunto más importante pertenece al Convento de San Benito, fundado en 1558. Este edificio religioso sufrió una reforma importante en el siglo XVIII realizándose una portada barroca en la puerta norte de la iglesia del convento.
También se puede incluir en este apartado el viacrucis del monte Santa Tecla, cruces que tienen medallones del escultor Julio Mengual realizados a partir del año 1922.

### Patrimonio civil
- Torre del Reloj: antiguo homenaje medieval, que fue parcialmente destruida y vuelta a erigir en el siglo XVI.
- Centro cultural: edificio de estilo regionalista construido por el arquitecto Tomás Bilbao Sertucha, a finales de la década de los años 1920.
- Castillo de Santa Cruz: recinto amurallado con cuatro baluartes. En su interior existe un centro de interpretación de las fortalezas transfronterizas del bajo Miño.
- Museo del mar: se ubica en un edificio de planta circular que es una reconstrucción de la antigua Atalaya del puerto de La Guardia.
- Monumento de reciente construcción dedicado a los marineros, situado en las proximidades del puerto.

## Colegios
- IES A Sangriña
- EEI A Gándara
- CEIP A Sangriña
- CEIP Manuel Rodríguez Sinde
- CEIP As Solanas - Nicolás Gutiérrez Campo
- Colegio Padres Somascos (1957-) (Concertado)
- Colegio San José Hermanas Carmelitas de la Caridad (Concertado)
- Colegio Educación Especial San Xerome Emiliani (Concertado)

## Deporte
- Atlético Guardés (Balonmano)
- Sporting Guardés Club de Fútbol (Fútbol)
- Club de remo Robaleira (Remo en batel, trainerilla y banco móvil)
- Club de Judo Baixo Miño (Judo)
- Club Ciclista Guardés (Ciclismo)
- Unión Guardesa (Fútbol femenino)
- A Guarda Hockey Liña (Patinaje y Hockey sobre patines en línea)
- Club ALAGUA (Asociación de Lecer Acuática Guardesa) (Vela ligera y piragüismo)
- Club Pesca-sub Atalaya (Pesca submarina)
- Unión Deportiva A Guía Guardesa (Fútbol)
- Club de Tenis Codesal (Tenis y natación)
- Club de Xadrez "Albatros" (Ajedrez)

## Playas
Debido a su localización geográfica y a la confluencia del río Miño y del océano Atlántico, presenta playas fluviales y marinas, todas de pequeña longitud. Cabe mencionar las playas de O Muiño, situada en la desembocadura del río Miño, y A Lamiña, que es la continuación de ésta, por su dualidad de aguas. Cuando sube la marea éstas son de agua salada, y cuando baja, agua dulce, con lo que es posible disfrutar los beneficios de ambas, aunque su apertura al océano las hace significativamente frías. En estas playas se suele practicar deportes como la natación, skimboarding y kitesurf entre otros. Aparte de estas playas existen otras, como Área Grande o Fedorento, que son de agua salada.

## Festividades
En esta localidad se celebran varias fiestas a lo largo del año.
- Se organizan importantes fiestas gastronómicas, como son "La Fiesta de la Langosta",[12] el "Certamen gastronómico del Pez Espada" y "La Fiesta de la Rosca de Yema".
- En la segunda semana del mes de agosto se celebra la Festa do monte, en el monte de Santa Tegra. Durante la semana de duración se llevan a cabo numerosos eventos deportivos y culturales. Este festejo fue declarado en 2009 Fiesta de Interés Turístico de Galicia por la Junta.

## Controversia

### Actual proyecto de Autovía
La zona del Bajo Miño está a día de hoy comunicada solamente por carreteras nacionales. Para disminuir el tiempo de los desplazamientos a los municipios contiguos y poner fin a este problema se ha comenzado a construir una autovía hasta Goián, y de ahí en adelante una vía de alta capacidad (Vía rápida o Corredor) hasta La Guardia.

## Ciudades hermanadas
- Santo Domingo (República Dominicana, 2005)[13]